# Désensibilisation (psychologie)
Cet article concerne le terme psychologique. Pour la vaccination anti-allergique, voir Hyposensibilisation.
En psychologie, la désensibilisation désigne une réponse émotionnelle moins réceptive aux stimuli après exposition répétée et prolongée. La désensibilisation est un procédé principalement utilisé pour apprendre à un individu à ne plus craindre une phobie ou anxiété spécifique. Ce procédé a été développé par Mary Cover Jones, ainsi que Joseph Wolpe. Bien qu'il existe des médicaments traitant l'anxiété et les craintes ou phobies, l'empirisme se révèle être très efficace, en particulier chez les patients souffrant de dépression ou de schizophrénie.

## Étapes
Une liste hiérarchique est établie entre le client et le thérapeute ; cette liste classe par étape des craintes et phobies les moins perturbants aux plus perturbants. Par la suite, le client apprend une technique qui le plonge dans une profonde relaxation. Il est impossible de ressentir à la fois de l'anxiété et de la relaxation, ce qui fait que plonger le client dans une profonde relaxation aide à oublier toute anxiété. La désensibilisation systématique (une réduction accompagnée de la peur ou de l'anxiété) peut être effectuée en approchant étape par étape aux stimulus causant la peur tout en étant relaxé. La désensibilisation est plus efficace chez les individus directement exposés aux stimulus ou aux situations qu'ils craignent.

## Chez les animaux

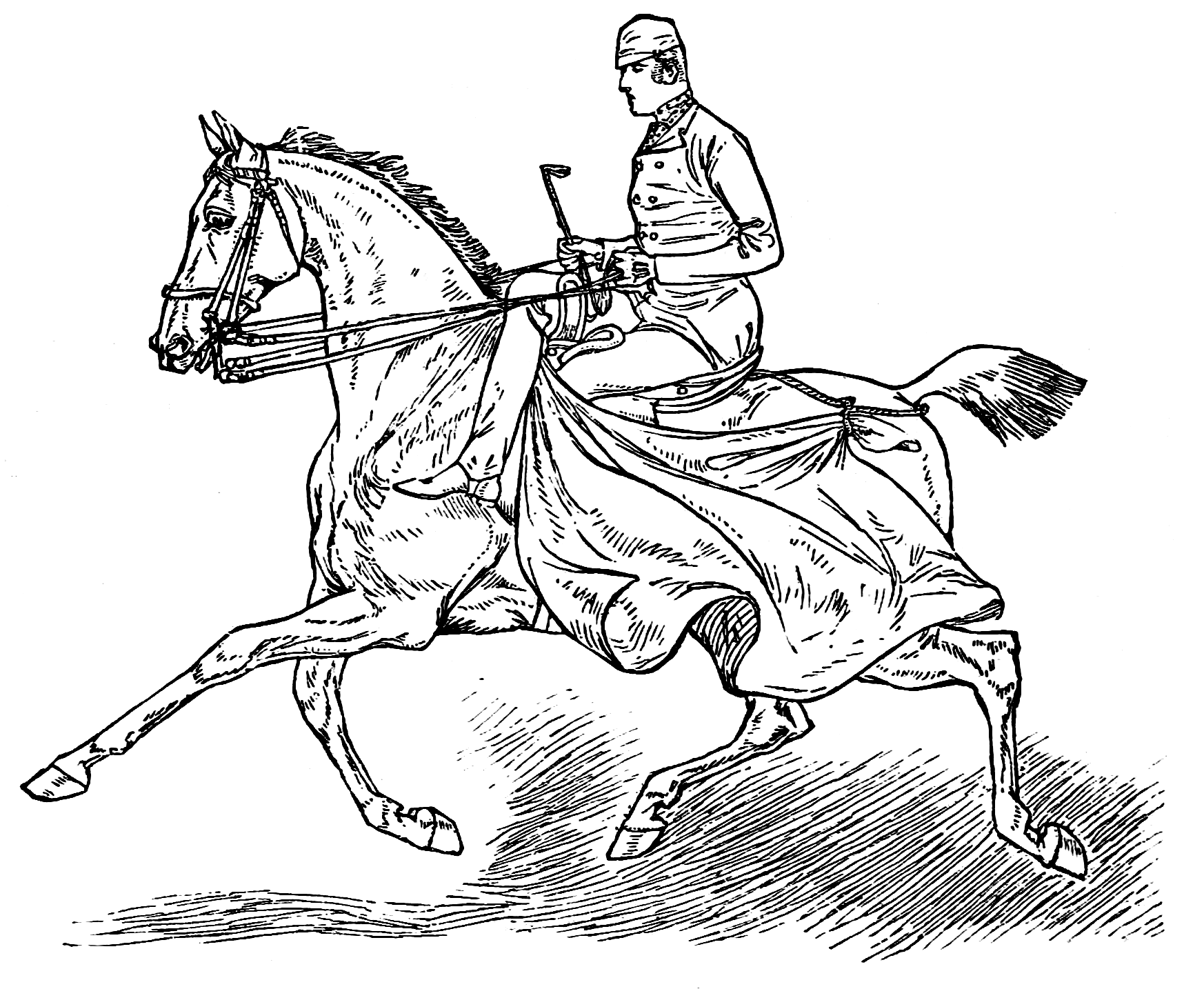
Les chevaux sont naturellement effrayés par les mouvements vifs.

Les animaux peuvent également être désensibilisés de leurs peurs rationnelles et irrationnelles. Une race chevaline craignant les stalles peut être désensibilisée des éléments qu'il craint (grincement des portillons, cloche de départ, espace clos) un à un, et à petites doses. La désensibilisation est également utilisée chez les individus souffrant de phobies légères, comme la phobie des insectes,.

## Description élargie
La désensibilisation désigne également une réponse amoindrie face aux violences, à la suite de celles montrées dans les médias. La désensibilisation peut s'effectuer à partir des sources médiatiques qui incluent la télévision, les jeux vidéo et les films. Une étude montre qu'être longtemps exposé à la violence produit un nombre de réponses négatives telles que des palpitations, de la peur, de la gêne, des sueurs et du dégoût. Cependant, d'autres études montrent qu'être longtemps exposé à la violence réduit ou habitue l'impact psychologique. Finalement, l'individu se désensibilise émotionnellement et cognitivement à la violence. Lors d'une expérience menée pour déterminer les effets que causent la violence vidéoludique sur la violence réelle, des participants ont été appelés à jouer à un jeu non-violent pendant 20 minutes. Par la suite, ils devaient regarder une vidéo de 10 minutes contenant des scènes réelles de violence pendant que les battements de leur cœur étaient analysés. Les participants ayant joué aux jeux vidéo violents puis regardé la vidéo n'ont montré aucun signe de sensibilité.